# رينيه باربييه
رينيه باربييه (بالفرنسية: René Barbier)‏ هو مبارز بالسيف فرنسي، ولد في 4 مارس 1891 في ليون في فرنسا، وتوفي في 9 مارس 1966 في Pully ‏ في سويسرا.

## وصلات خارجية
- رينيه باربييه على موقع اللجنة الأولمبية الدولية (الإنجليزية)
- رينيه باربييه على موقع أوليمبيديا (الإنجليزية)